# Anna xứ Kleve
Anna xứ Kleve hay gọi là Anna xứ Jülich-Kleve-Burg (tiếng Đức: Anna von Kleve/Anna von Jülich-Kleve-Burg; tiếng Anh: Anne of Cleves/Anne of Jülich-Cleves-Burg; Tiếng Tây Ban Nha: Ana de Cléveris/Ana de Jülich-Cléveris-Berg; 22 tháng 9, năm 1515 - 16 tháng 7, năm 1557), là Vương hậu nước Anh từ ngày 6 tháng 1 năm 1540 đến 9 tháng 7 cùng năm, với tư cách là người vợ thứ 4 của Quốc vương Henry VIII của Anh.
Không lâu sau, cuộc hôn nhân giữa Anna và Vua Henry VIII được tuyên bố là ["không có hiệu lực"] khi ông chưa từng quan hệ tình dục với bà, dẫn đến việc ông tiến hành tiêu hôn ngay sau đó. Bằng việc chưa từng là vợ chính thức của Vua Henry VIII, kết quả là Anna không được làm lễ sách lập Vương hậu một cách hợp pháp theo truyền thống. Sau khi hủy hôn, Anna được nhà vua đền bù rất hào phóng, và vì vậy được gọi tắt là "Người em gái thân yêu của nhà vua".
Bà sống khá thọ so với các phụ nữ thời xưa, và còn sống đủ lâu để chứng kiến lễ đăng quang của Nữ vương Mary I của Anh diễn ra. Tính đến thời điểm ấy, Anna tuy không phải là người sống thọ nhất so với Catalina xứ Aragón nhưng lại là người vợ sống lâu nhất trong số những người vợ của Henry VIII.

## Thân thế
Anna sinh ra vào ngày 22 tháng 9 năm 1515 tại Düsseldorf, một vùng đất thuộc Công quốc Berg, nằm trong khối đại hạt bang của Thánh chế La Mã, mà hiện nay là khu vực Rheinland của nước Đức.
Bà là thành viên của Nhà La Marck, con gái của Johann III xứ Kleve, qua quyền của vợ (jure uxoris) còn nắm các Công quốc Jülich và Berg, ngoài ra ông còn là Bá tước của các xứ Mark và Ravensberg. Mẹ bà là Maria xứ Jülich-Berg, con gái duy nhất và là nữ thừa kế của Wilhelm IV xứ Jülich-Berg, xuất thân từ một gia tộc đời đời thừa hưởng Công quốc Jülich-Berg trong Thánh chế La Mã, sau khi kết hôn với John thì qua đạo luật jure uxoris mà tài sản của Jülich-Berg đều vào tay nhà La Marck. Giống như các người vợ còn lại của Henry VIII, Anna cũng là hậu duệ của Quốc vương Edward I của Anh, thông qua việc cha bà - Công tước Johann - là hậu duệ của Margaret của Anh, con gái của Quốc vương Edward. Mối liên hệ này xảy ra khi Tằng tổ phụ của Anna là Adolf I xứ Kleve cưới Marie xứ Bourgogne - người từ nhánh ngoại Bourgogne và Flanders của nhà chồng bà Margaret là Brabant.
Anna được sinh ra và lớn lên trong Lâu đài Burg bên rìa Solingen, thuộc nước Đức hiện nay. Gia tộc La Marck thể hiện rõ sự phân tách tôn giáo đương thời: cha và em trai của bà bị ảnh hưởng bởi Erasmus và theo chủ trương Cải cách Tin Lành. Ông đã đi cùng Liên minh Schmalkaldic - Liên bang Kháng Cách của Đức - và chống lại Hoàng đế Karl V của Thánh chế La Mã, con trai duy nhất của ông là Wilhelm cũng là một người Tin Lành. Trong khi đó, Bà Công tước Maria lại là một người được nhìn nhận là tín hữu Công giáo ngoan đạo.

## Dàn xếp hôn nhân
Thời kỳ Công tước Johann còn sống, ông chủ trương dùng hôn nhân đối với các con của ông để củng cố thế lực khắp Châu Âu. Đầu tiên, Wilhelm đã bị sắp đặt hôn nhân với Nữ vương Juana III của Navarra, nhưng họ đã tiêu hôn 4 năm sau đó. Ngay lập tức, Wilhelm được dàn xếp hôn nhân với Maria của Áo - con gái của em trai Hoàng đế Karl là Đại vương công Ferdinand. Năm 1526, Công tước Johann gả chị cả của Anna là Sibylle cho Johann Friedrich I xứ Sachsen, lãnh đạo Liên minh Schmalkaldic. Vào năm 11 tuổi (1527), Anna được hứa gả cho François de Lorraine, con trai của Antoine I xứ Lothringen, khi đó François chỉ mới 10 tuổi. Việc hôn nhân này sau đó bị bác bỏ và tuyên bố hủy vào năm 1535, nhưng giấy cấp hủy không bao giờ có. Điều này dẫn đến vấn đề về sau của Anna khi cưới Henry VIII.

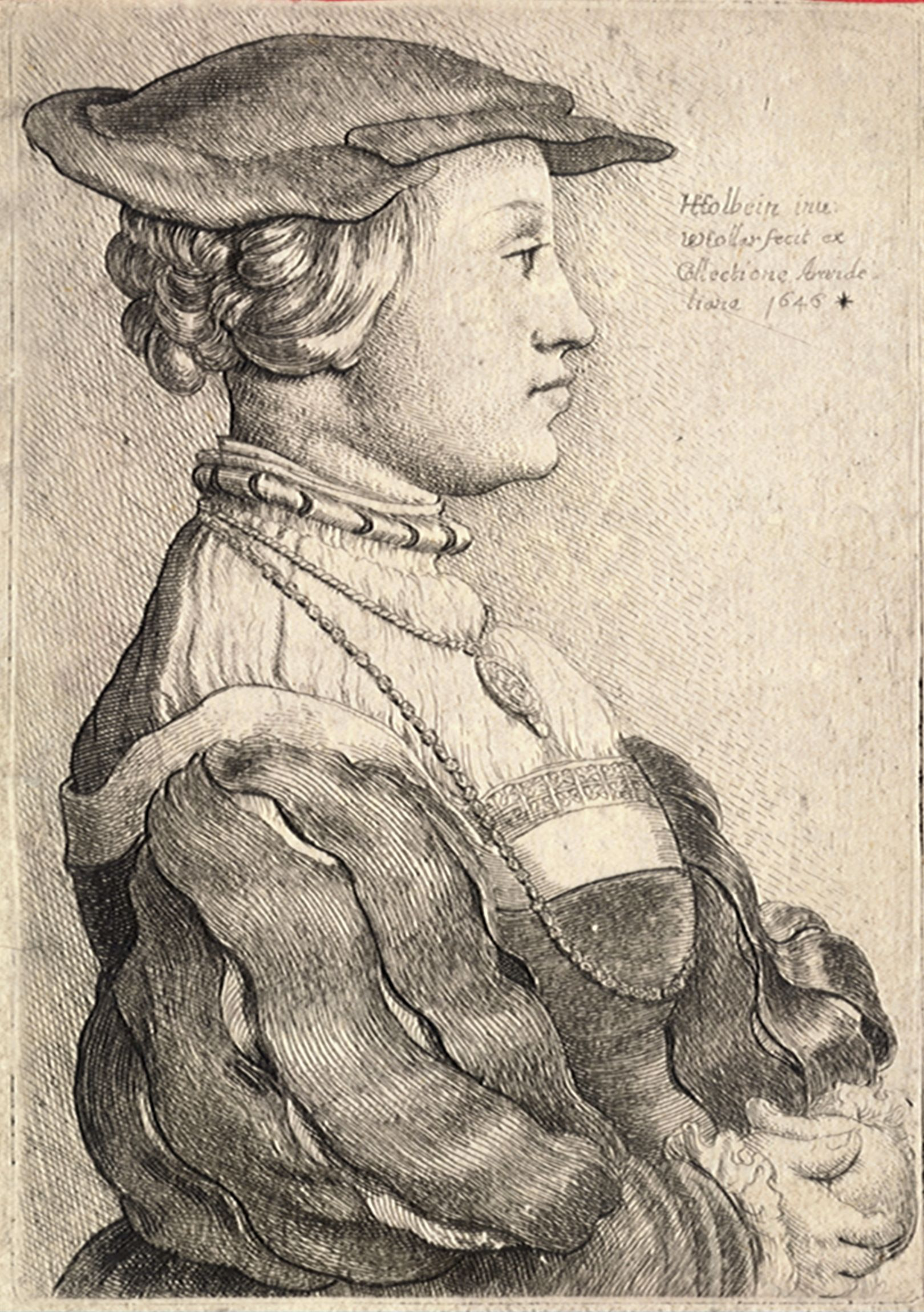
Chân dung trắng đen Anna xứ Kleve, vẽ bởi Wenceslas Hollar.

Vì việc tranh chấp Guelders với Hoàng đế Karl V của Thánh chế La Mã, đã khiến Công tước Wilhelm được nhìn nhận là một đồng minh có thể lôi kéo của Vua Henry VIII nước Anh, và việc sắp xếp gặp gỡ giữa Henry VIII và Anna được dàn xếp bởi Thomas Cromwell. Họa sĩ Hans Holbein con đã được lệnh đến Düren để vẽ chân dung Anna, cùng người em gái là Amalia xứ Kleve - một người cũng được xem là ứng cử viên tốt cho vợ của Vua Henry. Sự điều đình với Kleve kết thúc vào tháng 3 năm 1539, đến ngày 4 tháng 10 cùng năm, Thomas Cromwell ký kết một điều ước hôn nhân với Kleve.
Khi đó từ năm 1538, theo đề nghị của Thomas Cromwell, Henry VIII cần phải cưới một người vợ mới không chỉ để giải quyết vấn đề chính trị, mà để nhà Vua có thể có thêm nhiều người thừa kế. Một lý do khiến Henry VIII cần chọn vợ mới cũng là để mở rộng quan hệ quốc tế với Châu Âu lục địa, mảng đối ngoại đã bị phá hủy nghiêm trọng từ khi ông quyết định cưới Anne Boleyn. Sau cái chết của Jane Seymour, đây là lần đầu tiên Henry VIII có trạng thái "Góa vợ" một cách tự nhiên, không cưỡng ép hủy hôn hay xử tử người vợ, do đó càng cho ông có lý do tìm kiếm vợ mới, đặc biệt là cần phải xuất thân nước ngoài. Về mặt khác, sau khi Jane Seymour qua đời thì hơn 200 triều thần đã bị sa thải vì không còn Vương hậu duy trì nữa, một Thị tùng phục vụ trong triều là Anne Basset than thở:「"Cầu xin Chúa hãy nhanh ban cho Đức vua một người vợ mới"」. Có thể thấy xét chủ quan cá nhân lẫn khách quan chính trị, Henry VIII rất cần thiết có một Vương hậu. Vào năm 1539, Hoàng đế Karl V của Thánh chế La Mã cùng François I của Pháp đã ký một hiệp ước liên minh, cũng như chủ trương trừng phạt Henry VIII của Giáo hoàng Phaolô III đã đẩy nước Anh vào thế cô lập. Không muốn chịu sự chống đối từ hai thế lực Công giáo mạnh mẽ này cùng một lúc (Hoàng đế cùng Giáo hoàng là một phe - và Pháp là một phe), Quốc vương Henry VIII quyết định phải liên hôn với một quốc gia cũng chống đối Công giáo, và gia tộc được cân nhắc suy xét nhất chính là nhà La Marck xứ Kleve.
Ban đầu, người được suy xét là Christine của Đan Mạch, một người cháu gọi Hoàng đế Karl V bằng cậu và là góa phụ của Francesco II xứ Milano. Tuy nhiên Christine đã nhanh chóng từ chối, trong khi tin tức Hoàng đế Karl V ký hiệp ước cùng Pháp truyền đến, Henry VIII cuối cùng chọn được Anna xứ Kleve - chị của Công tước Wilhelm.
Theo nhãn quan tiêu chuẩn của bản thân Henry VIII, người là vợ của ông phải là một người có giáo dục cao và khả năng giao tiếp tốt, như Catalina của Aragón cùng Anne Boleyn, hay thậm chí là Jane Seymour, đều đạt được những giá trị này. Tuy nhiên, Anna xứ Kleve khi ấy lại thiếu những khía cạnh này vì bà không được giáo dục tỉ mỉ, khác hẳn chị cả Sibylle. Bà chủ yếu thành thạo việc nhà như may vá, hoặc các loại hình giải trí điển hình như chơi bài, chơi cờ. Bà cũng có thể đọc và viết, tuy nhiên chỉ là tiếng Đức, điều này đã khiến Anna tạo ấn tượng không tốt khi lần đầu gặp nhà Vua. Những điều này lại không làm bận tâm triều đình Kleve, dù mẹ của Anna là Bà Công tước đã có ý phản đối cuộc hôn nhân này và quyến luyến vào ngày Anna rời khỏi Kleve. Bản thân nhà Vua Henry VIII có vẻ không để tâm chuyện này lên hàng đầu, khi ông rất hả hê vì biết cuộc hôn nhân sẽ chọc tức Hoàng đế Karl V của Thánh chế La Mã.
Về mặt khác, Anna được nhận xét là dịu dàng, đoan chính và ngoan ngoãn, rất hợp với yêu cầu cơ bản của Henry VIII về đức tính của một người vợ. Dù rằng Henry VIII có yêu cầu về giáo dục và ngoại giao, song như những gì ông cảnh cáo Jane Seymour, một người vợ chỉ nên vâng lời chồng và không được can thiệp chính trị, vì vậy sự thiếu hụt giáo dục của Anna phần nào lại rất an toàn với vai trò một Vương hậu không có khả năng can thiệp chính trị của nhà Vua. Sứ giả người Pháp là Charles de Marillac mô tả Anna có vóc dáng cao và mảnh mai, tuy có nhan sắc không quá nổi bật, nhưng bà rất đoan trang huệ hạ. Theo mô tả, Anna có mái tóc màu sáng và được tả lại có khuôn mặt khả ái. Cũng theo nhà biên niên sử gia Edward Hall, Anna xứ Kleve được nhìn nhận là:「"... (Bà ấy) có mái tóc thẳng, dài và màu vàng... Khi đến đây, đức bà mặc một bộ trang phục điển hình kiểu Anh, với một mũ trùm 'Hood' theo phong cách Pháp, càng tôn thêm vẻ đẹp của bà. Những kẻ dưới đều tranh nhau chiêm ngưỡng bà"」. Nhìn chung, ấn tượng của người Anh về bà khá là uy nghiêm. Họa sĩ Holbein vẽ bà có cặp mắt mí khá dày, vầng trán cao vút và có cái cằm nhọn.

## Hôn nhân sáu tháng

### Gặp gỡ trái ngang
Chuyến đi của Anna rất khẩn trương, vì Henry VIII nổi tiếng không kiên nhẫn đang chờ sẵn tại nước Anh. Vì cha của bà vừa mới mất, mẹ lẫn em trai bà đều không thể đi theo Anna, nên để đến nước Anh thì Anna chỉ có đoàn tùy tùng của mình. Đoàn đưa dâu đi từ Düsseldorf, Kleve rồi Antwerp, nơi có 50 thương nhân người Anh đã trông thấy bà cùng đoàn tùy tùng trong "những bộ quần áo lộng lẫy bằng vải nhung và sợi xích làm bằng vàng" dù thực tế họ đang có tang. Đoàn đưa dâu tiếp tục đến Gravelines, và ngày 11 tháng 12 năm 1539, Anna đặt chân lên lãnh địa của Anh ở Châu Âu đại lục là Calais. Tại đó, bà được đón tiếp chính thức bởi Arthur Plantagenet, Tử tước thứ 1 xứ Lisle, Gregory Cromwell (con trai Thomas Cromwell), hai anh em nhà Seymour là Edward, Bá tước xứ Hertford và Thomas, đồng thời còn có bạn thân của nhà Vua là Thomas Culpeper. Tất cả đều là cận thần cấp cao của Henry VIII và có quan hệ mật thiết với nhà Vua.
Tại Calais, Anna học được cách chơi bài pikê (piquet), Bá tước xứ Southampton đã ghi lại:「"... Bà ấy chơi rất vui vẻ, trong một bầu không khí tao nhã khó thấy được từ một người phụ nữ quý tộc"」, Bá tước còn ghi lại cách cư xử của Anna rất phù hợp của một công chúa. Cả đoàn đưa dâu bị trì trệ, mãi đến ngày 27 tháng 12 cùng năm, Anna mới đến Deal tại xứ Kent. Khi ấy, Henry VIII đã đợi đoàn đưa dâu trải qua một mùa Giáng sinh tại Greenwich và rất mất kiên nhẫn. Buổi chiều ngày 27 ấy, Anna cùng 50 chiếc tàu hộ tống mới cập bến Deal, sau đó bà được đưa đến Lâu đài Dover rồi đi đến Đồi Braham tại phía Bắc của vùng Braham, Kent trong quận Canterbury. Tại đó, Anna được đón tiếp bởi Tổng Giám mục và được đưa đến Tu viện Thánh Augustine - một nơi đã được cải sửa thành Cung điện sau chuỗi sự kiện phá hủy Tu viện của nước Anh. Điểm đến tiếp theo của Anna là Rochester, và sau khi đến đó bà sẽ được sắp xếp trú tại Lâu đài Rochester.
Quốc vương Henry VIII lúc này đã mất hết kiên nhẫn, do vậy ông lập tức đi đến Rochester để gặp vị hôn thê của mình. Vào ngày đầu năm mới của năm 1540, Henry VIII đã gặp Anna tại Tu viện Rochester. Anthony Browne được phái đến đón Anna, và theo ghi nhận lại Henry VIII đã rất phẫn nộ vào thời điểm trông thấy bà. Lúc đó, nhà Vua cùng các triều thần của mình đã cải trang theo truyền thống, đến gặp Anna khi bà đang ở trong phòng riêng. Sử gia Eustace Chapuys tường thuật lại cuộc gặp gỡ này:

[The King] so went up into the chamber where the said Lady Anne was looking out of a window to see the bull-baiting which was going on in the courtyard, and suddenly he embraced and kissed her, and showed her a token which the king had sent her for New Year’s gift, and she being abashed and not knowing who it was thanked him, and so he spoke with her. But she regarded him little, but always looked out the window.... and when the king saw that she took so little notice of his coming he went into another chamber and took off his cloak and came in again in a coat of purple velvet. And when the lords and knights saw his grace they did him reverence.
.
[Quốc vương] đã đến căn phòng, nơi mà ngài được bảo rằng Lady Anne đang hiện diện. Khi ấy, Lady Anne đang nhìn ra cửa sổ, xem một trận đấu bò ngoài sân, đột nhiên nhà vua đến ôm lấy và hôn bà. Sau đó, nhà vua lấy ra một món quà mà ông đã gửi vào dịp đầu năm. Lady Anne, lúc này vẫn đang bối rối và không biết ngài là ai, vẫn từ tốn tạ lễ. Cả hai bắt đầu nói chuyện với nhau. Tuy nhiên, Lady Anne có vẻ không đoái hoài gì đến ông, mà chỉ chăm chăm nhìn ra cửa sổ...

Nhà vua, sau khi thấy Lady Anne ít đếm xỉa đến mình, ông bèn đi đến một cái phòng khác, cởi áo choàng ra, thay bằng một cái áo khoác màu tím bằng nhung. Và khi các quan thần thấy nhà vua, tất cả đều quỳ chào cung kính.
Theo những nhận xét bởi chính Henry VIII, ông cảm thấy Anna không như những gì được miêu tả. Khi nhà Vua gặp gỡ Anna lần đầu tiên, các quan thần mô tả lại vẻ mặt bàng hoàng và sốc của ông. Rất nhiều tường trình về cuộc gặp gỡ này, nhà sử học Charles Wriothesley nhận xét Anna đã không đoái hoài gì đến nhà Vua, là không rõ khi ấy bà có biết rằng ông là Quốc vương hay không. Trong khi đó, theo như Lord Russell đã mô tả lại thì:「"Đức vua chưa bao giờ tỏ vẻ kinh ngạc, rất kinh ngạc, như vậy khi ông trông thấy bất kỳ vị Đức bà nào khi trước"」. Thời điểm ấy dù Anna không hiểu tiếng Anh, nhưng hẳn bà cũng nhìn phản ứng của mọi người và đoán được phần nào. Khi rời khỏi đó, Henry VIII đã nói với Crowmell rằng 「"Ta không thích cô ta"」 rồi bỏ đi.
Không khí ngày hôm đó lập tức trở nên lúng túng, thời điểm nhà Vua tuyên bố điều đó, rất nhiều người sẽ bị liên lụy vì dám lừa dối Quân vương, bao gồm Họa sĩ Holbein, các Phái viên cùng Đặc sứ người Anh, và đặc biệt là Thomas Cromwell. Nhiều nhà sử học tin rằng việc Henry VIII phàn nàn về Anna có ngoại hình "không như mong đợi" chỉ là một cái cớ cho một nguyên nhân ẩn sâu nào đó. Thậm chí có câu chuyện kể rằng Henry VIII còn mô tả Anna như một 「Con ngựa gái Flemish; Flemish mare」, một câu chuyện bị các sử gia xem là cách nói quá. Thomas Cromwell, người chịu trách nhiệm chính cho sự kiện này đã bị nhà Vua chỉ trích nặng nề, ông tuyến bố Cromwell chịu trách nhiệm cho những sự tán dương sai lệch và bức họa dối trá của Holbein, nhận xét Anna không hề giống với những gì mà tranh miêu tả. Sau đó, Quốc vương Henry VIII yêu cầu hủy hôn với Anna, nhưng Cromwell nói như vậy sẽ làm tổn hại đến liên minh với người Đức. Căn cứ theo ghi nhận của Charles de Marillac tả lại Anna đương thời, rằng:「"... Bà ấy trông khoảng 30 tuổi (tuổi thực là 24 tuổi), người vừa ốm vừa cao, có vẻ ngoài trung bình và một vẻ mặt rất cương quyết, và chính sự vững chãi trong phong thái này bù lại nét đẹp của bà"」, đồng thời nhấn mạnh 「"Vẻ nghiêm trang mà bà có phù hợp với tính khiêm nhường của bà"」 .
Có thể thấy Anna được khẳng định không hề xấu xí. Cho đến bây giờ sự nhìn nhận của Henry VIII với Anna còn gây nhiều tranh cãi. Sử gia Antonia Fraser khi viết Henry VIII's six wives đưa ra suy đoán, có lẽ sự mong đợi quá mức của Henry VIII trong một khoảng thời gian dài là tác nhân gây ra sự phẫn nộ này của nhà Vua. Có lẽ sự mong đợi quá cao, đến khi đối diện ngoại hình thực tế của Anna thì Henry VIII cảm thấy không đủ khơi gợi sắc dục mà ông khao khát, lỗ hổng giữa nhu cầu và đáp ứng đã bị sự chờ đợi đào khoét.

### Đám cưới và đêm tân hôn

Vương hiệu của Anna xứ Kleve khi là Vương hậu.

Và dù rất bất mãn, Henry VIII vẫn tiến hành hôn lễ với Anna. Cả hai chính thức gặp mặt nhau vào ngày 3 tháng 1 cùng năm tại Blackheath, bên ngoài cổng của Greenwich Park, nơi mà một bữa tiệc chiêu đãi lớn dành cho triều thần đã diễn ra. Sang ngày 6 tháng 1, Henry VIII cùng Anna kết hôn tại Cung điện Placentia ở Greenwich, London, với sự chứng nhận của Tổng giám mục Thomas Cranmer. Đây là nơi mà Henry cưới Jane Seymour cách đây không lâu. Trong lễ cưới, Anna được trao một chiếc nhẫn có khắc dòng chữ 「"God send me well to keep"」. Trước đó, sau khi đến Anh, Anna đã cải đạo thành Anh giáo theo ý nguyện của nhà vua.
Các nhân chứng ghi lại đó là một buổi lễ long trọng, Anna mặc một bộ đồ trắng bạc với mái tóc gợn sóng. Trên đầu, Anna đội một chiếc vương miện được trang trí bởi châu ngọc, đá quý và một vài nhánh hoa hương thảo - một biểu tượng của tình yêu hôn nhân và lòng chung thủy của người vợ. Anna chọn câu nói 「"May God preserve me"」 như một khẩu hiệu. Đêm động phòng của hai người không khả quan, nhà Vua đã nói với Cromwell rằng:「"Ta thậm chí còn không thể làm. Trước đó ta đã không thích nàng ta, sau hôm qua ta càng không thích hơn"」. Do vậy cuộc hôn nhân đã không thể "Consummated" theo quan niệm hôn nhân Thiên Chúa giáo.
Theo như cách mô tả của Fraser, Henry VIII khi nói về Anna có 「"Ngoại hình tuy không như mô tả, nhưng bộ ngực của bà mềm rũ, những phần khác cũng không hấp dẫn và ông có nghi vấn việc liệu (Anna) còn trinh hay không. Với sự hiện diện của Anna, nhà Vua không bao giờ có cảm xúc nhục dục"」. Trước khi kết hôn 1 ngày, nhà Vua Henry VIII còn cảm thấy cuộc hôn nhân này quá "không công bằng" với mình, nên tìm cách thoát khỏi nó bằng cuộc điều tra về hôn nhân giữa Anna và François de Lorraine - vị hôn phu khi trước của Anna. Cuộc điều tra này chưa bao giờ được làm công khai, nhưng đại đa số khẳng định Anna hoàn toàn hợp pháp khi cưới Henry. Nhà Vua đã cho Đặc sứ điều tra, nhưng họ đã không thể hoàn thành cho kịp theo yêu cầu, mãi sang ngày 26 tháng 2 thì mới có tài liệu công nhận Anna và François đã vô hiệu lực hôn nhân, chỉ là sự bãi miễn chưa được viết công văn mà thôi. Dẫu vậy trước ngày 6 tháng 1, Anna cũng đã tự khẳng định mình hoàn toàn tự do khi kết hôn với Vua Henry.
Vua Henry VIII đến tận trước ngày cưới vẫn rất "ấm ức" vì cuộc hôn nhân này, ông mô tả 「"Cuộc đời đối xử bất công"」 và đến tận hôm trước ngày diễn ra hôn lễ, ông nói với Cromwell rằng:「"Nếu ta không vì hòa bình cho thế giới và đất nước này, ta sẽ không làm những gì ta buộc phải làm ngày hôm nay!"」.

### Vương hậu nước Anh
Đến ngày 14 tháng 1 năm đó, Anna vẫn còn là một trinh nữ, điều này vẫn tiếp diễn vào tháng 2 năm ấy. Mặc dù Anna và nhà Vua cùng ngủ trong một phòng, nhưng bà đã 「"Hoàn toàn vẹn nguyên và trong sạch như từ bà chào đời"」. Theo những ghi chép từ Sir Thomas Heneage, vấn đề về khả năng sinh học của Vua Henry VIII vẫn tốt, nhà Vua thậm chí còn nói rằng trong quá trình đó ông đã phóng tinh hai lần khi bà đang ngủ. Nhưng vì ông cảm thấy nghi ngờ về sự trinh nguyên của bà mà không chịu quan hệ xác thịt thật sự.
Việc Anna còn trinh nguyên hay không đến nay vẫn là điều nghi vấn, dù sao với chuẩn mực đạo đức được nuôi dạy bởi gia đình La Marck, việc này rất không có khả năng. Việc nhà Vua Henry cứ dùng lý do này chỉ nhằm để tìm cách tiêu hôn với Anna. Khi đó, Bà Công tước Marie là người Công giáo ngoan đạo, việc dạy dỗ nghiêm ngặt đến nỗi "thiếu kiến thức thực tế" của Anna đều xuất phát từ mẹ, và tuy có hơi bất thường so với một đứa bé gái, nhưng đây là một dạng trách nhiệm của những bà mẹ sùng đạo khi ấy, và đây dường như là điều may mắn vì chính sự không hiểu biết sâu sắc về chuyện này đã khiến Anna tránh khỏi bị nghiền nát hoàn toàn. Chính bản thân Anna cũng nhận thấy cuộc hôn nhân của mình trên bản chất là có vấn đề. Khi đang trò chuyện với Bà Bá tước xứ Rutland, Anna đã hỏi ý kiến của bà về tình trạng hôn nhân của mình.
Anne: "Khi Đức ngài đến giường của ta, ngài hôn ta, cầm tay ta và nói 'Chúc ngủ ngon, em yêu'. Sau sáng hôm sau, ngài hôn ta và lại nói 'Tạm biệt, em yêu'! Như vậy liệu có đủ chăng?!"
Lady Rutland: "Thưa Đức bà, đáng lẽ phải 'nhiều hơn' những gì bà kể, nếu chỉ như vậy thì sẽ còn rất lâu bà mới có thể mang thai. Trong bụng bà nên sớm có Công tước xứ York - niềm hân hoan mà cả xứ sở này mong chờ"— Cuộc nói chuyện giữa Anne và Lady Rutland, một Quý phu nhân chuyên phục vụ Ngự tẩm trong triều đình
Triều đình của Anna có 136 người, phần lớn là người Anh, và trong đó có Catherine Howard - một cô gái trẻ từ gia đình Howard, nhà ngoại của Anne Boleyn. Ngày 14 tháng 2 năm đó, như thường lệ, một cuộc diễu hành từ Greenwich đến Westminster. Anna đã được tung hô bởi người dân, nhưng khi đi qua Tháp London thì nhà Vua không chịu ghé vào như thông lệ, đây được coi là ý không chịu "Xác nhận" hôn nhân giữa ông và Anna. Và trong thời kỳ chính trị nước ngoài bất ổn, Kháng Cảnh và phản-Kháng Cách đấu đá lẫn nhau, người người bị xử tử, Vua Henry VIII đã để mắt đến Catherine, một cô bé "ngọt ngào và vui vẻ" nhỏ hơn ông đến 30 tuổi. Trong khi Anna có vẻ ngoài nghiêm túc và mặc theo kiểu thời trang Đức, Catherine lại trẻ trung và mặc theo lối ăn mặc Pháp - thứ mà luôn khiến Vua Henry vui vẻ. Có tin đồn vào khoảng cuối mùa xuân và đầu mùa hè năm đó, nhà Vua đã chính thức gửi quà và bắt đầu mối quan hệ với Catherine, trong thư từ mà Richard Hilles gửi đến Henry Bullinger cũng có ghi lại chuyện này.
Đến tận lễ Phục sinh, Vua Henry VIII vẫn hối hận về hôn nhân với Anna, và sau ngày Lễ Chúa Thánh Thần Hiện Xuống, ý nguyện muốn tiêu hôn của nhà Vua bắt đầu đẩy nhanh. Bà xuất hiện trước công chúng với tư cách là vợ của Henry VIII vào ngày 1 tháng 5, cũng là ngày cuối cùng Anne Boleyn xuất hiện trước công chúng vào 4 năm trước.

### Tiến trình tiêu hôn
Ngày 10 tháng 6 năm 1540, Thomas Cromwell bị bắt giữ. Trách nhiệm của Cromwell trong vấn đề hôn nhân giữa nhà Vua và Anna là quá lớn, trong cơn tức giận, Henry VIII đã quay lưng và buộc tội Cromwell - điều mà về sau ông rất hối hận. Cromwell bị buộc tội phản quốc và dị giáo, và mặc cho Cromwell đã cố gắng cầu xin nhà Vua, ông vẫn bị kết án mà không có phiên xét xử và bị chém đầu ngày 28 tháng 7 cùng năm.
Cuộc "ly hôn" của Vua Henry VIII đối với Anna xứ Kleve, về cơ bản là 「Annulment」 giống Catalina của Aragón, tức ông muốn tuyên bố cuộc hôn nhân này "Hoàn toàn bất hợp pháp" chứ không đơn giản là dừng cuộc hôn nhân (chỉ 'dừng cuộc hôn nhân hợp pháp' thì sẽ gọi là Divorce). Ông phải tiến hành chọn 1 trong 2 bước, là chứng minh hôn ước giữa Anna xứ Kleve và François de Lorraine vẫn còn hiệu lực và đem ra tranh cãi, hai là phải chứng minh cuộc hôn nhân chưa hoàn thiện quá trình động phòng. Căn cứ theo luật lệ tôn giáo, cách thứ 2 dễ dàng hơn (cả về thực tế cũng vậy), cũng là hợp lý theo giáo điều, nhưng lại là cách khó chứng minh nhất, dẫu sao cả hai đã ở chung phòng trong mấy tháng. Học giả Henry Bullinger đã nói sự kiện này về bản chất là nhà Vua Henry VIII muốn thoát hôn để ve vãn cô gái nhỏ Catherine Howard mà thôi. Chọn một trong hai lý do đối với Henry VIII mà nói đều khó khăn, song tất cả đều được giải quyết ổn thỏa vì Anna đã đồng ý đề nghị hủy hôn của nhà Vua. Theo sứ giả người Pháp, Anna trong thời gian này đã khiến dân chúng và triều đình Anh quý mến bà, 「"Người dân đã hân hoan bà, tôn bà là người Vương hậu đáng yêu nhất, rộng rãi nhất và nhân hậu nhất mà họ từng gặp"」. Và dĩ nhiên cách nói này có phần phô trương, nhưng có thể thấy đầu óc của Anna bởi vì vào lúc đó bà hoàn toàn cô đơn tại nước Anh, xa quê nhà ở Châu Âu lục địa, phe cánh chính trị bảo vệ không mạnh mẽ, và bà hoàn toàn không thể dựa vào bất kỳ ai nếu có biến cố xảy ra. Do đó có thể thấy ngoài việc tận dụng sự yêu kính của người Anh, và quan trọng hơn hết là sẵn sàng đáp ứng vấn đề nan giải của nhà Vua, Anna đã tự tìm lối sống an toàn nhất của chính mình. Đến ngày 24 tháng 6 năm ấy, Anna xứ Kleve được mời rời khỏi triều đình Greenwich để đến Cung điện Richmond. Và ngày hôm sau, bà được thông báo rằng hôn nhân của hai người không còn hiệu lực.
Đến ngày 6 tháng 7, sứ giả của Henry đến và thông báo rằng hôn nhân của hai người đã bị bãi miễn, lý do đưa ra là vì cả hai vẫn chưa động phòng, kèm theo nguyên do bà đã có đính hôn trước nhất với François de Lorraine. Cuộc đính hôn này, theo ý của Vua Henry, là chưa được cấp giấy phép bãi miễn chính thức dù đã không còn hiệu lực. Anna nhanh chóng đáp ứng mà không có kháng nghị gì, bà đáp lại:「"Tôi luôn đáp ứng yêu cầu của Đức bệ hạ"」. Ngày 9 tháng 7 năm ấy, Nghị viện Anh ra công bố cuộc hôn nhân giữa Anna xứ Kleve và Henry VIII chính thức bị tuyên bố bãi miễn.

## Sau khi tiêu hôn

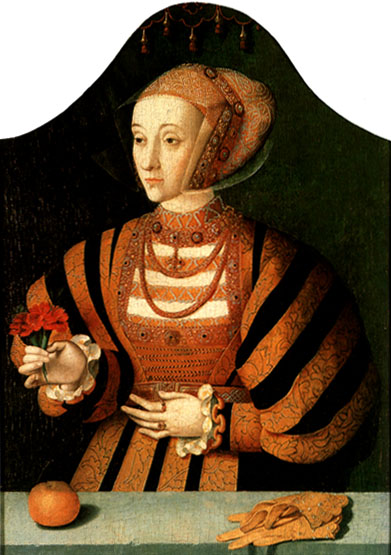
Chân dung Anna xứ Kleve, vẽ bởi Barthel Bruyn the Elder.

Vua Henry VIII hết sức biết ơn sự đồng ý này của Anna, ông tán thưởng Anna là 「"Người con của Cleves"」, quyết định chu cấp cho bà số tiền hưởng hàng năm trị giá £3.000 (hơn 90 triệu VNĐ hiện nay, nhưng thông số thời xưa còn cao hơn). Ngoài ra ông còn cho bà quyền sở hữu các tòa Dinh thự, bao gồm Cung điện Richmond và Lâu đài Hever - tòa nhà chính của gia đình Anne Boleyn, chỉ khi bà không rời khỏi Anh. Ngôi nhà Anne of Cleves House tại Đông Sussex chỉ là một trong chuỗi các tài sản đất đai mà bà được ban tặng, và bà cũng chưa từng bao giờ trú ở nơi ấy. Vua Henry và Anna trở thành bạn rất thân, bà được gọi thân mật là 「"The King's dearest sister"」. Bà thường xuyên được mời vào triều tham dự các yến hội, và bà được Vua Henry VIII đặc cách ban cho vị trí cao hơn bất kỳ người phụ nữ nào khác trong triều, chỉ dưới các Vương hậu và hai người con gái của ông.
Với thân phận mới, Anna cố gắng cùng em trai, Công tước Wilhelm, tận dụng tài lực để đem lợi ích đến nước Anh hòng giúp bà còn an toàn tại quốc gia này. Ngày 16 tháng 7, Anna gửi thư cho nhà Vua, cam đoan rằng:"Be Your Majesty's most humble sister and maid", và nói thêm rằng:
- 「"Tôi tin chắc Đức Chúa trên cao hài lòng với tất cả những gì đang diễn ra. Tôi không phải chịu bất kỳ oan ức hay ngược đãi nào. Thân thể tôi vẫn vẹn toàn như khi tôi được đưa đến quốc gia này. Và dù tôi không thể xem Đức ngài như một người chồng hợp pháp, nhưng Đức ngài rất phù hợp làm một người cha và người anh trai, đã đối xử tử tế với tôi cùng toàn bộ sự rộng lượng và nhân hậu"」.

Khi viết thư cho em trai, Anna đề nghị triều đình xứ Kleve nên làm bạn với nước Anh lâu dài, cuối thư còn nhấn mạnh rằng để tình trạng của bà tại nước Anh không trở nên tệ hơn. Công tước Wilhelm có yêu cầu bà trở về Kleve, mô tả 「"Dân chúng tại đây luôn chào đón chị, và họ cứ ghen ghét mãi với nước Anh khi chị vẫn còn ở nơi đó"」, nhưng Anna quyết định từ chối. Tin hủy hôn giữa Anna và Henry được truyền ra và làm cả Châu Âu hết sức kinh ngạc, Hoàng đế Karl V nhận thấy đây là cơ hội để chạm trán Kleve dễ dàng hơn.
Những chuyện sau đó không gây cản trở cho nhà Vua khi muốn kết hôn với Catherine Howard, nhưng nhà Vua nhanh chóng kết thúc cuộc hôn nhân thứ 5 này sau khi phát hiện sự không nguyên vẹn của Catherine cùng bằng chứng ngoại tình. Sau khi Catherine bị xử tử, Anna và em trai bà là Công tước Wilhelm đã ngầm thuyết phục nhà vua tái hôn với bà, song nhà vua thẳng thừng từ chối. Theo ghi nhận, Anna xứ Kleve có vẻ rất không thích Catherine Parr, và khi nghe tin nhà Vua sắp lấy phu nhân Parr, bà đã nói:「"Chúa lòng lành, Madam Parr đang tự chuốc lấy gánh nặng trên vai mình"」. Năm 1547, sau khi Henry VIII qua đời, Hội đồng Cơ mật của Tân vương Edward VI đã thỉnh mời bà di chuyển khỏi Cung điện Bletchingley và Richmond, những nơi Vua Henry VIII ban cho bà khi trước để dọn đến sống tại Cung điện Penshurst và Tu viện Dartford, nơi gần với Lâu đài Hever và cũng là di nguyện của nhà Vua Henry VIII.
Năm 1553, ngày 4 tháng 8, Anna viết thư chúc mừng việc Nữ vương Mary cưới Felipe II của Tây Ban Nha. Vào ngày 28 tháng 9 cùng năm, khi Mary rời khỏi Cung điện St James's để đến Whitehall, Anna cùng em gái của Nữ vương là Elizabeth có mặt trong đoàn hộ tống. Anna xứ Kleve cũng được ghi nhận là tham gia quá trình chuẩn bị Lễ đăng quang cho Mary, thậm chí có thể là tham dự khi nó được tổ chức ở Tu viện Westminster. Vì Nữ vương Mary là một người Công giáo sùng đạo, Anna xứ Kleve cũng nhanh trí cải đạo từ Anh giáo sang Công giáo như cũ. Tưởng chừng sẽ có thể đạt được vị trí có ảnh hưởng trong triều đại Mary, thì Anna đột ngột thất sủng vào năm 1554, do Cuộc nổi loạn mà Thomas Wyatt gây ra. Theo Đại sứ của Thánh chế La Mã, Simon Renard, mối liên kết giữa Anna và Công nương Elizabeth đã được Nữ vương Mary nhìn nhận:「"Phu nhân [Anne] xứ Cleves đang âm mưu với Công tước xứ Kleve để giúp đỡ Elizabeth, và điều này được Quốc vương nước Pháp đứng sau giật dây"」. Không có bằng chứng nào cho thấy bà xuất hiện tại triều đình Anh kể từ năm đó.
Khi Anna ngã bệnh vào tháng 7 năm 1557, Nữ vương Mary cho phép bà đến Thái ấp Chelsea, nơi mà khi trước Catherine Parr đã trải qua quãng đời còn lại của mình. Tại đây, Anna viết di chúc nói về em trai, chị em gái, chị em dâu, các bạn bè như Bà Công tước Suffolk, Bà Bá tước Arundel và Công nương Elizabeth. Trước khi hấp hối, Anna cũng dành dụm một ít tiền cho các người hầu của mình, và xin Mary và Elizabeth thu dụng họ sau khi bà qua đời. Bà nhắm mắt vào ngày 16 tháng 7 năm ấy, nguyên nhân qua đời có lẽ là do ung thư. Sau đó bà được an táng vào ngày 3 tháng 8 trong Tu viện Westminster, trở thành người vợ duy nhất của Henry VIII được chôn cất tại đây. Văn bia trên mộ của Anna được ghi đơn giản rằng:
Là người vợ sống lâu nhất và người mất sau cùng trong 6 người vợ của Henry VIII, Anna xứ Kleve trở thành người chứng kiến sau cùng nhất từ thời kỳ giữa triều đại của Henry VIII. Từ khi đến nước Anh, Anna xứ Kleve chưa bao giờ rời khỏi quốc gia này. Những năm tháng cuối đời mình, Anna sống bình dị và chỉ quanh quẩn trong các lãnh địa mà mình sở hữu. Nhà sử học Raphael Holinshed bình luận về bà như 「"Một quý bà có nhiều đức tính đáng khen ngợi, một người lịch sự, nhã nhặn, dịu dàng và cực kỳ rộng lượng đối với người hầu của mình"」. Các người hầu của bà cũng nhận định bà rất thương người và dễ xúc động.

## Văn hóa đại chúng
Công nữ Anna là đối tượng của nhiều sử gia biên lý lịch như Julia Hamilton với cuốn Anne of Cleves, Mary Saaler với cuốn Anne of Cleves: Fourth Wife of Henry VIII, Elizabeth Norton với cuốn Anne of Cleves: Henry VIII's Discarded Bride, và Retha Warnicke đã viết một bài luận cấp Đại học về cuộc hôn nhân của bà với tên The Marrying of Anne of Cleves. Royal Protocol in Early Modern England vào năm 2000... Hình tượng của Lady Anna qua nhiều mô tả thường rất khôn ngoan và cơ trí, dựa vào việc bà nắm bắt việc ly hôn sớm nhất có thể với vị vua tàn bạo Henry VIII khi được đề nghị, theo đó bà tiếp tục được đãi ngộ ở mức trọng vọng nhất.
Về phương diện văn hóa như phim ảnh và tiểu thuyết, Công nữ Anna cũng xuất hiện đáng kể vì liên quan đến đề tài Vua Henry VIII và 6 người vợ của ông. Năm 1933, lần đầu tiên Henry VIII và 6 người vợ xuất hiện trên màn ảnh qua phim The Private Life of Henry VIII, nữ diễn viên Elsa Lanchester thủ vai Công nữ Anna, còn chồng bà là Charles Laughton thủ vai Henry VIII. Năm 1970, đài BBC cũng nghiên cứu và cho ra 6 phần của bộ phim The Six Wives of Henry VIII do nữ diễn viên Elvi Hale thủ vai Công nữ Anna. Năm 2003, đài ITV quyết định làm bộ phim 2 phần Henry VIII tổng quan về Henry VIII và 6 người vợ, trong phim này nữ diễn viên Pia Girard thủ vai Công nữ Anna. Đến năm 2008, Công nữ Anna lại lần nữa xuất hiện trên màn ảnh khi đài Showtime công chiếu phần tiếp của bộ series nổi tiếng The Tudors, nữ diễn viên Joss Stone thủ vai Công nữ Anna.
Về tiểu thuyết, Công nữ Anna thường xuất hiện bên cạnh Catherine Howard, bởi vì chuỗi liên hệ tiếp diễn rất ngắn giữa hai người qua cuộc hôn nhân với Vua Henry. Như cuốn The Fifth Queen của Ford Madox Ford, dù tập trung về Catherine Howard, song Công nữ Anna cũng được mô tả với vai trò nhất định. Trong bộ The Boleyn Inheritance của Philippa Gregory, Công nữ Anna được miêu tả rất khôn ngoan và hãnh diện khi có thể được ly hôn với Vua Henry VIII, dù thực tế bà đã cố thuyết phục nhà vua tái hôn với bà sau cái chết của Catherine Howard. Cuộc đời của bà và bức chân dung của Holbein là đề tài trong cuốn Amenable Women của Mavis Cheek. Tiểu thuyết gia Diane Haeger cũng xuất bản cuốn The Queen's Mistake với đề tài là Công nữ Anna và Catherine Howard.

## Tổ tiên
| \| \| \| \| \| \| \| \| \| \| \| \| \| \| \| \| \| \| \| \| 16. Adolf I xứ Kleve \| \| \| \| \| \| \| \| \| \| \| \| \| \| \| \| \| \| \| \| \| \| \| \| \| \| \| \| \| \| \| \| \| \| \| \| \| \| \| \| \| \| \| \| \| \| \| \| \| \| \| \| \| \| 8. Johann I xứ Kleve \| \| \| \| \| \| \| \| \| \| \| \| \| \| \| \| \| \| \| \| \| \| \| \| \| \| \| \| \| \| \| \| \| \| \| \| \| \| \| \| \| \| \| \| \| \| \| \| \| \| \| \| \| \| 17. Marie xứ Bourgogne \| \| \| \| \| \| \| \| \| \| \| \| \| \| \| \| \| \| \| \| \| \| \| \| \| \| \| \| \| \| \| \| \| \| \| \| \| \| \| \| \| \| \| \| \| \| \| \| \| \| \| \| \| \| 4. Johann II xứ Kleve \| \| \| \| \| \| \| \| \| \| \| \| \| \| \| \| \| \| \| \| \| \| \| \| \| \| \| \| \| \| \| \| \| \| \| \| \| \| \| \| \| \| \| \| \| \| \| \| \| \| \| \| \| \| 18. Jean II xứ Nevers \| \| \| \| \| \| \| \| \| \| \| \| \| \| \| \| \| \| \| \| \| \| \| \| \| \| \| \| \| \| \| \| \| \| \| \| \| \| \| \| \| \| \| \| \| \| \| \| \| \| \| \| \| \| 9. Élisabeth xứ Nevers \| \| \| \| \| \| \| \| \| \| \| \| \| \| \| \| \| \| \| \| \| \| \| \| \| \| \| \| \| \| \| \| \| \| \| \| \| \| \| \| \| \| \| \| \| \| \| \| \| \| \| \| \| \| 19. Jacqueline xứ Ailly \| \| \| \| \| \| \| \| \| \| \| \| \| \| \| \| \| \| \| \| \| \| \| \| \| \| \| \| \| \| \| \| \| \| \| \| \| \| \| \| \| \| \| \| \| \| \| \| \| \| \| \| \| \| 2. Johann III xứ Kleve \| \| \| \| \| \| \| \| \| \| \| \| \| \| \| \| \| \| \| \| \| \| \| \| \| \| \| \| \| \| \| \| \| \| \| \| \| \| \| \| \| \| \| \| \| \| \| \| \| \| \| \| \| \| 20. Ludwig I xứ Hessen \| \| \| \| \| \| \| \| \| \| \| \| \| \| \| \| \| \| \| \| \| \| \| \| \| \| \| \| \| \| \| \| \| \| \| \| \| \| \| \| \| \| \| \| \| \| \| \| \| \| \| \| \| \| 10. Heinrich III xứ Thượng Hessen \| \| \| \| \| \| \| \| \| \| \| \| \| \| \| \| \| \| \| \| \| \| \| \| \| \| \| \| \| \| \| \| \| \| \| \| \| \| \| \| \| \| \| \| \| \| \| \| \| \| \| \| \| \| 21. Anna xứ Sachsen \| \| \| \| \| \| \| \| \| \| \| \| \| \| \| \| \| \| \| \| \| \| \| \| \| \| \| \| \| \| \| \| \| \| \| \| \| \| \| \| \| \| \| \| \| \| \| \| \| \| \| \| \| \| 5. Mechthild xứ Hessen \| \| \| \| \| \| \| \| \| \| \| \| \| \| \| \| \| \| \| \| \| \| \| \| \| \| \| \| \| \| \| \| \| \| \| \| \| \| \| \| \| \| \| \| \| \| \| \| \| \| \| \| \| \| 22. Philipp I xứ Katzenelnbogen \| \| \| \| \| \| \| \| \| \| \| \| \| \| \| \| \| \| \| \| \| \| \| \| \| \| \| \| \| \| \| \| \| \| \| \| \| \| \| \| \| \| \| \| \| \| \| \| \| \| \| \| \| \| 11. Anna xứ Katzenelnbogen \| \| \| \| \| \| \| \| \| \| \| \| \| \| \| \| \| \| \| \| \| \| \| \| \| \| \| \| \| \| \| \| \| \| \| \| \| \| \| \| \| \| \| \| \| \| \| \| \| \| \| \| \| \| 23. Anna xứ Württemberg \| \| \| \| \| \| \| \| \| \| \| \| \| \| \| \| \| \| \| \| \| \| \| \| \| \| \| \| \| \| \| \| \| \| \| \| \| \| \| \| \| \| \| \| \| \| \| \| \| \| \| \| \| \| 1. Anna xứ Kleve \| \| \| \| \| \| \| \| \| \| \| \| \| \| \| \| \| \| \| \| \| \| \| \| \| \| \| \| \| \| \| \| \| \| \| \| \| \| \| \| \| \| \| \| \| \| \| \| \| \| \| \| \| \| 24. Wilhelm I xứ Berg-Ravensberg \| \| \| \| \| \| \| \| \| \| \| \| \| \| \| \| \| \| \| \| \| \| \| \| \| \| \| \| \| \| \| \| \| \| \| \| \| \| \| \| \| \| \| \| \| \| \| \| \| \| \| \| \| \| 12. Gerhard I xứ Jülich-Berg \| \| \| \| \| \| \| \| \| \| \| \| \| \| \| \| \| \| \| \| \| \| \| \| \| \| \| \| \| \| \| \| \| \| \| \| \| \| \| \| \| \| \| \| \| \| \| \| \| \| \| \| \| \| 25. Adelheid xứ Tecklenburg \| \| \| \| \| \| \| \| \| \| \| \| \| \| \| \| \| \| \| \| \| \| \| \| \| \| \| \| \| \| \| \| \| \| \| \| \| \| \| \| \| \| \| \| \| \| \| \| \| \| \| \| \| \| 6. Wilhelm IV xứ Jülich-Berg \| \| \| \| \| \| \| \| \| \| \| \| \| \| \| \| \| \| \| \| \| \| \| \| \| \| \| \| \| \| \| \| \| \| \| \| \| \| \| \| \| \| \| \| \| \| \| \| \| \| \| \| \| \| 26. Bernard II xứ Sachsen-Lauenburg \| \| \| \| \| \| \| \| \| \| \| \| \| \| \| \| \| \| \| \| \| \| \| \| \| \| \| \| \| \| \| \| \| \| \| \| \| \| \| \| \| \| \| \| \| \| \| \| \| \| \| \| \| \| 13. Sophie xứ Sachsen-Lauenburg \| \| \| \| \| \| \| \| \| \| \| \| \| \| \| \| \| \| \| \| \| \| \| \| \| \| \| \| \| \| \| \| \| \| \| \| \| \| \| \| \| \| \| \| \| \| \| \| \| \| \| \| \| \| 27. Adelajda xứ Pomerania \| \| \| \| \| \| \| \| \| \| \| \| \| \| \| \| \| \| \| \| \| \| \| \| \| \| \| \| \| \| \| \| \| \| \| \| \| \| \| \| \| \| \| \| \| \| \| \| \| \| \| \| \| \| 3. Maria xứ Jülich-Berg \| \| \| \| \| \| \| \| \| \| \| \| \| \| \| \| \| \| \| \| \| \| \| \| \| \| \| \| \| \| \| \| \| \| \| \| \| \| \| \| \| \| \| \| \| \| \| \| \| \| \| \| \| \| 28. Friedrich I xứ Brandenburg \| \| \| \| \| \| \| \| \| \| \| \| \| \| \| \| \| \| \| \| \| \| \| \| \| \| \| \| \| \| \| \| \| \| \| \| \| \| \| \| \| \| \| \| \| \| \| \| \| \| \| \| \| \| 14. Albrecht III Achilles xứ Brandenburg \| \| \| \| \| \| \| \| \| \| \| \| \| \| \| \| \| \| \| \| \| \| \| \| \| \| \| \| \| \| \| \| \| \| \| \| \| \| \| \| \| \| \| \| \| \| \| \| \| \| \| \| \| \| 29. Elisabeth xứ Bayern-Landshut \| \| \| \| \| \| \| \| \| \| \| \| \| \| \| \| \| \| \| \| \| \| \| \| \| \| \| \| \| \| \| \| \| \| \| \| \| \| \| \| \| \| \| \| \| \| \| \| \| \| \| \| \| \| 7. Sibylle xứ Brandenburg \| \| \| \| \| \| \| \| \| \| \| \| \| \| \| \| \| \| \| \| \| \| \| \| \| \| \| \| \| \| \| \| \| \| \| \| \| \| \| \| \| \| \| \| \| \| \| \| \| \| \| \| \| \| 30. Friedrich II xứ Sachsen \| \| \| \| \| \| \| \| \| \| \| \| \| \| \| \| \| \| \| \| \| \| \| \| \| \| \| \| \| \| \| \| \| \| \| \| \| \| \| \| \| \| \| \| \| \| \| \| \| \| \| \| \| \| 15. Anna xứ Sachsen \| \| \| \| \| \| \| \| \| \| \| \| \| \| \| \| \| \| \| \| \| \| \| \| \| \| \| \| \| \| \| \| \| \| \| \| \| \| \| \| \| \| \| \| \| \| \| \| \| \| \| \| \| \| 31. Margaretha của Áo \| \| \| \| \| \| \| \| \| \| \| \| \| \| \| \| \| \| \| \| \| \| \| \| \| \| \| \| \| \| \| \| \| \| \| \| \| \| \| \| \| \| \| \| \| \| \| \| \| \| \| \| |                                          |  |  |  |  |  |  |  |  |  |  |  |  |  |  |  |
| |                                          |  |  |  |  |  |  |  |  |  |  |  |  |  |  |  |
| | 16. Adolf I xứ Kleve                     |  |  |  |  |  |  |  |  |  |  |  |  |  |  |  |
| |                                          |  |  |  |  |  |  |  |  |  |  |  |  |  |  |  |
| |                                          |  |  |  |  |  |  |  |  |  |  |  |  |  |  |  |
| | 8. Johann I xứ Kleve                     |  |  |  |  |  |  |  |  |  |  |  |  |  |  |  |
| |                                          |  |  |  |  |  |  |  |  |  |  |  |  |  |  |  |
| |                                          |  |  |  |  |  |  |  |  |  |  |  |  |  |  |  |
| | 17. Marie xứ Bourgogne                   |  |  |  |  |  |  |  |  |  |  |  |  |  |  |  |
| |                                          |  |  |  |  |  |  |  |  |  |  |  |  |  |  |  |
| |                                          |  |  |  |  |  |  |  |  |  |  |  |  |  |  |  |
| | 4. Johann II xứ Kleve                    |  |  |  |  |  |  |  |  |  |  |  |  |  |  |  |
| |                                          |  |  |  |  |  |  |  |  |  |  |  |  |  |  |  |
| |                                          |  |  |  |  |  |  |  |  |  |  |  |  |  |  |  |
| | 18. Jean II xứ Nevers                    |  |  |  |  |  |  |  |  |  |  |  |  |  |  |  |
| |                                          |  |  |  |  |  |  |  |  |  |  |  |  |  |  |  |
| |                                          |  |  |  |  |  |  |  |  |  |  |  |  |  |  |  |
| | 9. Élisabeth xứ Nevers                   |  |  |  |  |  |  |  |  |  |  |  |  |  |  |  |
| |                                          |  |  |  |  |  |  |  |  |  |  |  |  |  |  |  |
| |                                          |  |  |  |  |  |  |  |  |  |  |  |  |  |  |  |
| | 19. Jacqueline xứ Ailly                  |  |  |  |  |  |  |  |  |  |  |  |  |  |  |  |
| |                                          |  |  |  |  |  |  |  |  |  |  |  |  |  |  |  |
| |                                          |  |  |  |  |  |  |  |  |  |  |  |  |  |  |  |
| | 2. Johann III xứ Kleve                   |  |  |  |  |  |  |  |  |  |  |  |  |  |  |  |
| |                                          |  |  |  |  |  |  |  |  |  |  |  |  |  |  |  |
| |                                          |  |  |  |  |  |  |  |  |  |  |  |  |  |  |  |
| | 20. Ludwig I xứ Hessen                   |  |  |  |  |  |  |  |  |  |  |  |  |  |  |  |
| |                                          |  |  |  |  |  |  |  |  |  |  |  |  |  |  |  |
| |                                          |  |  |  |  |  |  |  |  |  |  |  |  |  |  |  |
| | 10. Heinrich III xứ Thượng Hessen        |  |  |  |  |  |  |  |  |  |  |  |  |  |  |  |
| |                                          |  |  |  |  |  |  |  |  |  |  |  |  |  |  |  |
| |                                          |  |  |  |  |  |  |  |  |  |  |  |  |  |  |  |
| | 21. Anna xứ Sachsen                      |  |  |  |  |  |  |  |  |  |  |  |  |  |  |  |
| |                                          |  |  |  |  |  |  |  |  |  |  |  |  |  |  |  |
| |                                          |  |  |  |  |  |  |  |  |  |  |  |  |  |  |  |
| | 5. Mechthild xứ Hessen                   |  |  |  |  |  |  |  |  |  |  |  |  |  |  |  |
| |                                          |  |  |  |  |  |  |  |  |  |  |  |  |  |  |  |
| |                                          |  |  |  |  |  |  |  |  |  |  |  |  |  |  |  |
| | 22. Philipp I xứ Katzenelnbogen          |  |  |  |  |  |  |  |  |  |  |  |  |  |  |  |
| |                                          |  |  |  |  |  |  |  |  |  |  |  |  |  |  |  |
| |                                          |  |  |  |  |  |  |  |  |  |  |  |  |  |  |  |
| | 11. Anna xứ Katzenelnbogen               |  |  |  |  |  |  |  |  |  |  |  |  |  |  |  |
| |                                          |  |  |  |  |  |  |  |  |  |  |  |  |  |  |  |
| |                                          |  |  |  |  |  |  |  |  |  |  |  |  |  |  |  |
| | 23. Anna xứ Württemberg                  |  |  |  |  |  |  |  |  |  |  |  |  |  |  |  |
| |                                          |  |  |  |  |  |  |  |  |  |  |  |  |  |  |  |
| |                                          |  |  |  |  |  |  |  |  |  |  |  |  |  |  |  |
| | 1. Anna xứ Kleve                         |  |  |  |  |  |  |  |  |  |  |  |  |  |  |  |
| |                                          |  |  |  |  |  |  |  |  |  |  |  |  |  |  |  |
| |                                          |  |  |  |  |  |  |  |  |  |  |  |  |  |  |  |
| | 24. Wilhelm I xứ Berg-Ravensberg         |  |  |  |  |  |  |  |  |  |  |  |  |  |  |  |
| |                                          |  |  |  |  |  |  |  |  |  |  |  |  |  |  |  |
| |                                          |  |  |  |  |  |  |  |  |  |  |  |  |  |  |  |
| | 12. Gerhard I xứ Jülich-Berg             |  |  |  |  |  |  |  |  |  |  |  |  |  |  |  |
| |                                          |  |  |  |  |  |  |  |  |  |  |  |  |  |  |  |
| |                                          |  |  |  |  |  |  |  |  |  |  |  |  |  |  |  |
| | 25. Adelheid xứ Tecklenburg              |  |  |  |  |  |  |  |  |  |  |  |  |  |  |  |
| |                                          |  |  |  |  |  |  |  |  |  |  |  |  |  |  |  |
| |                                          |  |  |  |  |  |  |  |  |  |  |  |  |  |  |  |
| | 6. Wilhelm IV xứ Jülich-Berg             |  |  |  |  |  |  |  |  |  |  |  |  |  |  |  |
| |                                          |  |  |  |  |  |  |  |  |  |  |  |  |  |  |  |
| |                                          |  |  |  |  |  |  |  |  |  |  |  |  |  |  |  |
| | 26. Bernard II xứ Sachsen-Lauenburg      |  |  |  |  |  |  |  |  |  |  |  |  |  |  |  |
| |                                          |  |  |  |  |  |  |  |  |  |  |  |  |  |  |  |
| |                                          |  |  |  |  |  |  |  |  |  |  |  |  |  |  |  |
| | 13. Sophie xứ Sachsen-Lauenburg          |  |  |  |  |  |  |  |  |  |  |  |  |  |  |  |
| |                                          |  |  |  |  |  |  |  |  |  |  |  |  |  |  |  |
| |                                          |  |  |  |  |  |  |  |  |  |  |  |  |  |  |  |
| | 27. Adelajda xứ Pomerania                |  |  |  |  |  |  |  |  |  |  |  |  |  |  |  |
| |                                          |  |  |  |  |  |  |  |  |  |  |  |  |  |  |  |
| |                                          |  |  |  |  |  |  |  |  |  |  |  |  |  |  |  |
| | 3. Maria xứ Jülich-Berg                  |  |  |  |  |  |  |  |  |  |  |  |  |  |  |  |
| |                                          |  |  |  |  |  |  |  |  |  |  |  |  |  |  |  |
| |                                          |  |  |  |  |  |  |  |  |  |  |  |  |  |  |  |
| | 28. Friedrich I xứ Brandenburg           |  |  |  |  |  |  |  |  |  |  |  |  |  |  |  |
| |                                          |  |  |  |  |  |  |  |  |  |  |  |  |  |  |  |
| |                                          |  |  |  |  |  |  |  |  |  |  |  |  |  |  |  |
| | 14. Albrecht III Achilles xứ Brandenburg |  |  |  |  |  |  |  |  |  |  |  |  |  |  |  |
| |                                          |  |  |  |  |  |  |  |  |  |  |  |  |  |  |  |
| |                                          |  |  |  |  |  |  |  |  |  |  |  |  |  |  |  |
| | 29. Elisabeth xứ Bayern-Landshut         |  |  |  |  |  |  |  |  |  |  |  |  |  |  |  |
| |                                          |  |  |  |  |  |  |  |  |  |  |  |  |  |  |  |
| |                                          |  |  |  |  |  |  |  |  |  |  |  |  |  |  |  |
| | 7. Sibylle xứ Brandenburg                |  |  |  |  |  |  |  |  |  |  |  |  |  |  |  |
| |                                          |  |  |  |  |  |  |  |  |  |  |  |  |  |  |  |
| |                                          |  |  |  |  |  |  |  |  |  |  |  |  |  |  |  |
| | 30. Friedrich II xứ Sachsen              |  |  |  |  |  |  |  |  |  |  |  |  |  |  |  |
| |                                          |  |  |  |  |  |  |  |  |  |  |  |  |  |  |  |
| |                                          |  |  |  |  |  |  |  |  |  |  |  |  |  |  |  |
| | 15. Anna xứ Sachsen                      |  |  |  |  |  |  |  |  |  |  |  |  |  |  |  |
| |                                          |  |  |  |  |  |  |  |  |  |  |  |  |  |  |  |
| |                                          |  |  |  |  |  |  |  |  |  |  |  |  |  |  |  |
| | 31. Margaretha của Áo                    |  |  |  |  |  |  |  |  |  |  |  |  |  |  |  |
| |                                          |  |  |  |  |  |  |  |  |  |  |  |  |  |  |  |
| |                                          |  |  |  |  |  |  |  |  |  |  |  |  |  |  |  |